# ゾンビパラダイス
ゾンビパラダイスは東京ドームシティアトラクションズのジオポリスに存在したアトラクションである。2008年1月14日、ジオポリス閉鎖と同時に営業終了。

## 概要
このアトラクションは、ゾンビ（動く死人）を題材とし、乗り物に乗って移動するお化け屋敷である。不気味でユーモラスなゾンビたちの姿を描いており、中学生以上の付き添いがあれば6歳未満でも乗車可能。
東京ドームシティ公式サイトに拠れば「西洋風お化け屋敷」とのことで、所要時間3分30秒、料金は600円（3歳未満は無料）。乗物は6人乗りで、完全屋内施設であることから、雨天でも運行されている。

## イベント
殺人鬼の眠る墓 / 呪いの椅子（2001年7月～9月）
通常は専用の乗り物に乗っていくが、イベント期間中は歩くタイプのお化け屋敷となった。前者が16時半まで、後者が17時からの営業。
「殺人鬼の眠る墓」は、焼死した殺人鬼の棺を開けて歯形を確認するというミッションが加わったもの。
「呪いの椅子」は、一人が専用の車椅子に座り、もう一人がその車椅子を押して出口まで進むというもので、カップル向きとなっている。
ハロウィンゾンビパラダイス
ハロウィン期間である10月限定のイベント。
内容は通常のゾンビパラダイスと同様だが、館内の照明が落とされており、かぼちゃ型のライトで照らしながら乗車する。

## 余録
- 同アトラクションとは全く関係ないが、Xbox 360向けの残酷ホラーアクションゲームのDEAD RISING（デッドライジング）はショッピングセンターに大量出現したゾンビを相手に戦い脱出するという内容で、各々が個性的な行動をする様々なゾンビが出演（？）することから、コンピュータゲーム関連のメディア筋から「ゾンビパラダイス（ゲーム）」とも呼ばれている。ただし内容的にも全く関係が無く、またこちらは年齢制限上で18歳未満お断り（Z指定）である。
- ジオポリスが閉鎖する前のイベントで、館内にある「キングゾンビ」の人形を抽選で1人にプレゼントするというキャンペーンがあった。